# Emmanuel de Graffenried
Emmanuel „Toulo” de Graffenried (ur. 18 maja 1914 w Paryżu, zm. 22 stycznia 2007 w Lonay) – szwajcarski baron, kierowca wyścigowy i uczestnik pierwszego w historii wyścigu Formuły 1 zaliczanego do punktacji Mistrzostw Świata. W latach 1970–1980 był ambasadorem producenta marki papierosów Marlboro – koncernu tytoniowego Phillip Morris.
Karierę jako kierowca rozpoczął w latach 30. XX wieku. W 1949 roku wygrał Grand Prix Wielkiej Brytanii na torze Silverstone, prowadząc Maserati reprezentujące zespół Enrico Platé.
13 maja 1950 roku, uczestniczył w historycznym – pierwszym wyścigu Formuły 1 zaliczanym do punktacji Mistrzostw Świata, na angielskim torze Silverstone, reprezentując ekipę Maserati w zespole Scuderia Enrico Platé. Rywalizacji nie ukończył, a wyścig wygrał Włoch – Giuseppe Farina w Alfa Romeo.
W 1953 zajął czwarte miejsce w Grand Prix Belgii na torze Spa-Francorchamps. W Maserati jeździł do przejścia na emeryturę w 1956 roku.

## Wyniki

### Formuła 1
| Legenda oznaczeń w tabelach wyników Wyświetl szablon na nowej stronie | Legenda oznaczeń w tabelach wyników Wyświetl szablon na nowej stronie                                                                     |
| Oznaczenie                                                            | Wyjaśnienie |
| --------------------------------------------------------------------- | --- |
| Złoty                                                                 | Zwycięzca lub mistrzostwo |
| Srebrny                                                               | 2. miejsce lub wicemistrzostwo |
| Brązowy                                                               | 3. miejsce lub II wicemistrzostwo |
| Zielony                                                               | Ukończył, punktował (w klasyfikacji generalnej, gdy zdobył co najmniej jeden punkt na przestrzeni sezonu, poza trzema powyższymi opcjami) |
| Niebieski                                                             | Ukończył, nie punktował (w klasyfikacji generalnej, gdy nie zdobył co najmniej jednego punktu na przestrzeni sezonu)                      |
| Czerwony                                                              | Nie zakwalifikował się (NZ) |
| Czerwony                                                              | Nie prekwalifikował się (NPK) |
| Różowy                                                                | Nie ukończył (NU) |
| Różowy                                                                | Niesklasyfikowany (NS) (w klasyfikacji generalnej, gdy nie został sklasyfikowany w żadnym wyścigu sezonu)                                 |
| Czarny                                                                | Zdyskwalifikowany (DK) |
| Czarny                                                                | Wykluczony (WYK/EX) |
| Biały                                                                 | Nie wystartował (NW) |
| Biały                                                                 | Kontuzjowany (K/INJ) |
| Biały                                                                 | Wyścig odwołany (OD/C) |
| Bez koloru                                                            | Został wycofany (WYC/WD) |
| Bez koloru                                                            | Nie przybył (NP/DNA) |
| Bez koloru                                                            | Nie brał udziału w treningach (NT/DNP) |
| Bez koloru                                                            | Nie został zgłoszony (–) |
| Pogrubienie                                                           | Start z pole position |
| Kursywa                                                               | Najszybsze okrążenie wyścigu |
| †                                                                     | Nie ukończył, ale jego rezultat został zaliczony ze względu na przejechanie więcej niż 90% dystansu wyścigu.                              |
| *                                                                     | Sezon w trakcie |
| 1/2/3                                                                 | Punktowana pozycja w sprincie kwalifikacyjnym                                                                                             |
| Lista systemów punktacji Formuły 1                                    | |

| Rok  | Zespół                  | Samochód       | Wyniki w poszczególnych eliminacjach | Wyniki w poszczególnych eliminacjach | Wyniki w poszczególnych eliminacjach | Wyniki w poszczególnych eliminacjach | Wyniki w poszczególnych eliminacjach | Wyniki w poszczególnych eliminacjach | Wyniki w poszczególnych eliminacjach | Wyniki w poszczególnych eliminacjach | Wyniki w poszczególnych eliminacjach | Pkt. | Msc. |
| ---- | ----------------------- | -------------- | ------------------------------------ | ------------------------------------ | ------------------------------------ | ------------------------------------ | ------------------------------------ | ------------------------------------ | ------------------------------------ | ------------------------------------ | ------------------------------------ | ---- | ---- |
| 1950 | Enrico Platé            | Maserati 4CLT  | GBR                                  | MCO                                  | USA                                  | SUI                                  | BEL                                  | FRA                                  | ITA                                  |                                      |                                      | 0    | NS   |
| 1950 | Enrico Platé            | Maserati 4CLT  | NU                                   | NU                                   | –                                    | 6                                    | –                                    | –                                    | 6                                    |                                      |                                      | 0    | NS   |
| 1951 | Alfa Romeo              | Alfa Romeo 159 | SUI                                  | USA                                  | BEL                                  | FRA                                  | GBR                                  | DEU                                  | ITA                                  | ESP                                  |                                      | 2    | 16   |
| 1951 | Alfa Romeo              | Alfa Romeo 159 | 5                                    | –                                    | –                                    | –                                    | –                                    | –                                    | NU                                   | 6                                    |                                      | 2    | 16   |
| 1951 | Enrico Platé            | Maserati 4CLT  | –                                    | –                                    | –                                    | NU                                   | –                                    | NU                                   | –                                    | –                                    |                                      | 2    | 16   |
| 1952 | Enrico Platé            | Maserati 4CLT  | SUI                                  | USA                                  | BEL                                  | FRA                                  | GBR                                  | DEU                                  | NED                                  | ITA                                  |                                      | 0    | NS   |
| 1952 | Enrico Platé            | Maserati 4CLT  | 6                                    | –                                    | –                                    | NU                                   | 19                                   | –                                    | –                                    | NZ                                   |                                      | 0    | NS   |
| 1953 | Enrico Platé            | Maserati A6GCM | ARG                                  | USA                                  | NED                                  | BEL                                  | FRA                                  | GBR                                  | DEU                                  | SUI                                  | ITA                                  | 7    | 8    |
| 1953 | Enrico Platé            | Maserati A6GCM | –                                    | –                                    | 5                                    | –                                    | –                                    | –                                    | –                                    | –                                    | –                                    | 7    | 8    |
| 1953 | Emmanuel de Graffenried | Maserati A6GCM | –                                    | –                                    | –                                    | 4                                    | 7                                    | NU                                   | 5                                    | NU                                   | NU                                   | 7    | 8    |
| 1954 | Emmanuel de Graffenried | Maserati A6GCM | ARG                                  | USA                                  | BEL                                  | FRA                                  | GBR                                  | DEU                                  | SUI                                  | ITA                                  | ESP                                  | 0    | NS   |
| 1954 | Emmanuel de Graffenried | Maserati A6GCM | 8                                    | –                                    | –                                    | –                                    | –                                    | –                                    | –                                    | –                                    | NU                                   | 0    | NS   |
| 1956 | Scuderia Centro Sud     | Maserati 250F  | ARG                                  | MCO                                  | USA                                  | BEL                                  | FRA                                  | GBR                                  | DEU                                  | ITA                                  |                                      | 0    | NS   |
| 1956 | Scuderia Centro Sud     | Maserati 250F  | –                                    | –                                    | –                                    | –                                    | –                                    | –                                    | –                                    | 7                                    |                                      | 0    | NS   |